# Encephalartos horridus
Encephalartos horridus (Jacq.) Lehm., 1834 è una cicade della famiglia delle Zamiaceae, endemica delle Province del Capo, in Sudafrica.
Fu descritta per la prima volta nel 1801 dal botanico francese Jaquin, che la attribuì al genere Zamia. Solo successivamente, nel 1834, il botanico tedesco Lehmann la riclassificò come specie del genere Encephalartos.
Il nome del genere deriva dal greco en = dentro, kephalé = testa e ártos = pane, in riferimento al fusto internamente molto ricco di amido. Il termine specifico in latino significa irto e allude alla presenza di spine nei segmenti fogliari.

## Descrizione
È una pianta arborescente, con tronco molto breve, lungo in media 50 cm, di circa 30 cm di diametro, non ramificato e ricoperto dai resti dei piccioli delle foglie cadute.
Le foglie, disposte in  rosetta apicale, sono pennate, ricurve verso il basso, lunghe 60–100 cm, di colore blu o argento, composte da foglioline lanceolate lunghe circa 10 cm, verde-azzurre, con apice spinoso, che si inseriscono con un angolo di 90° sul robusto rachide centrale.
Come tutte le cicadi, sono piante dioiche. Le infiorescenze sono a forma di coni, lunghe circa 30 cm, grossolanamente cilindriche quelle maschili, ovoidali quelle femminili, di colore dal rosso al marrone.

I semi, di forma ovoide-cilindrica, sono ricoperti da un sottile tegumento rossastro.

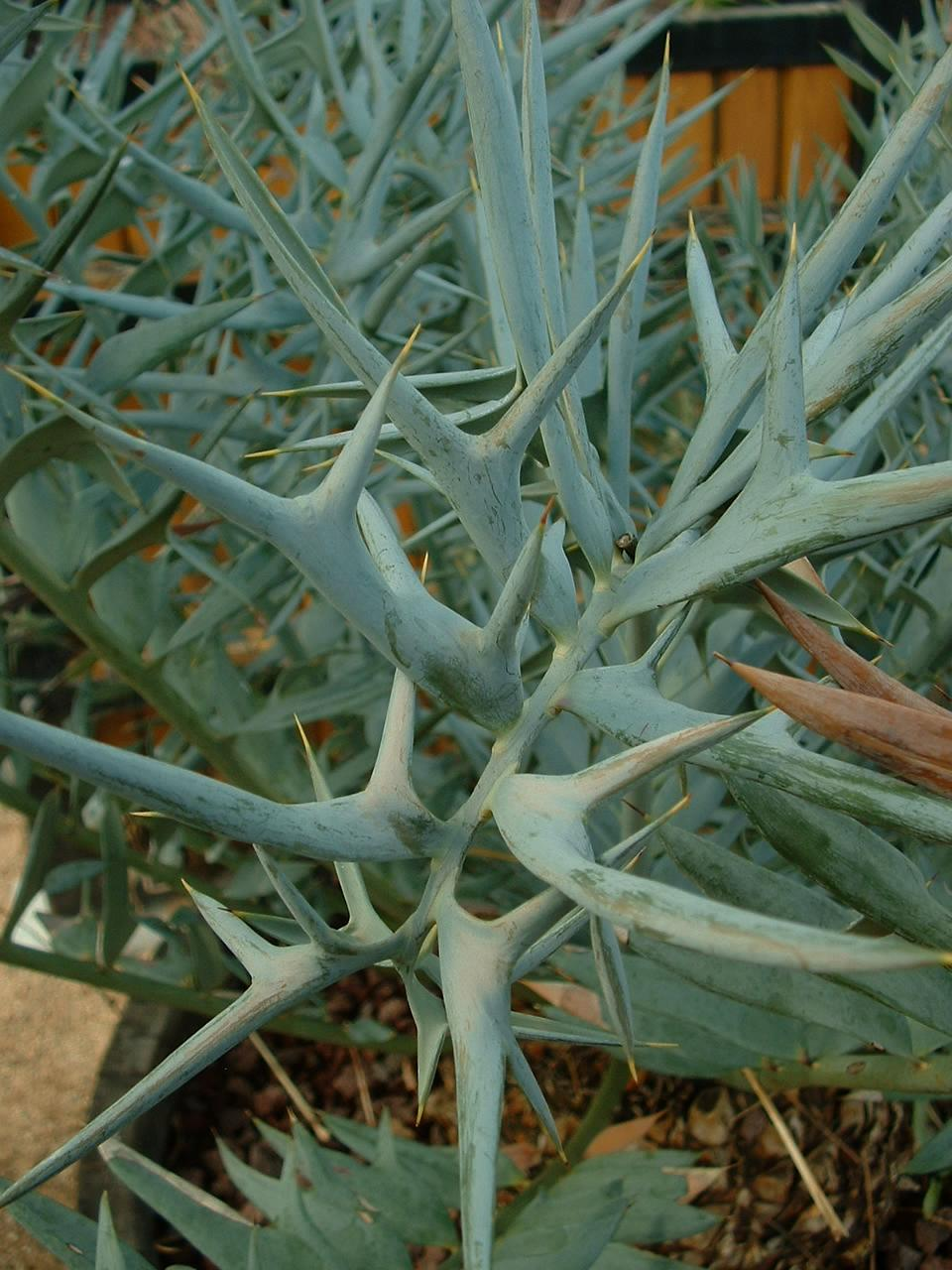
Foglie
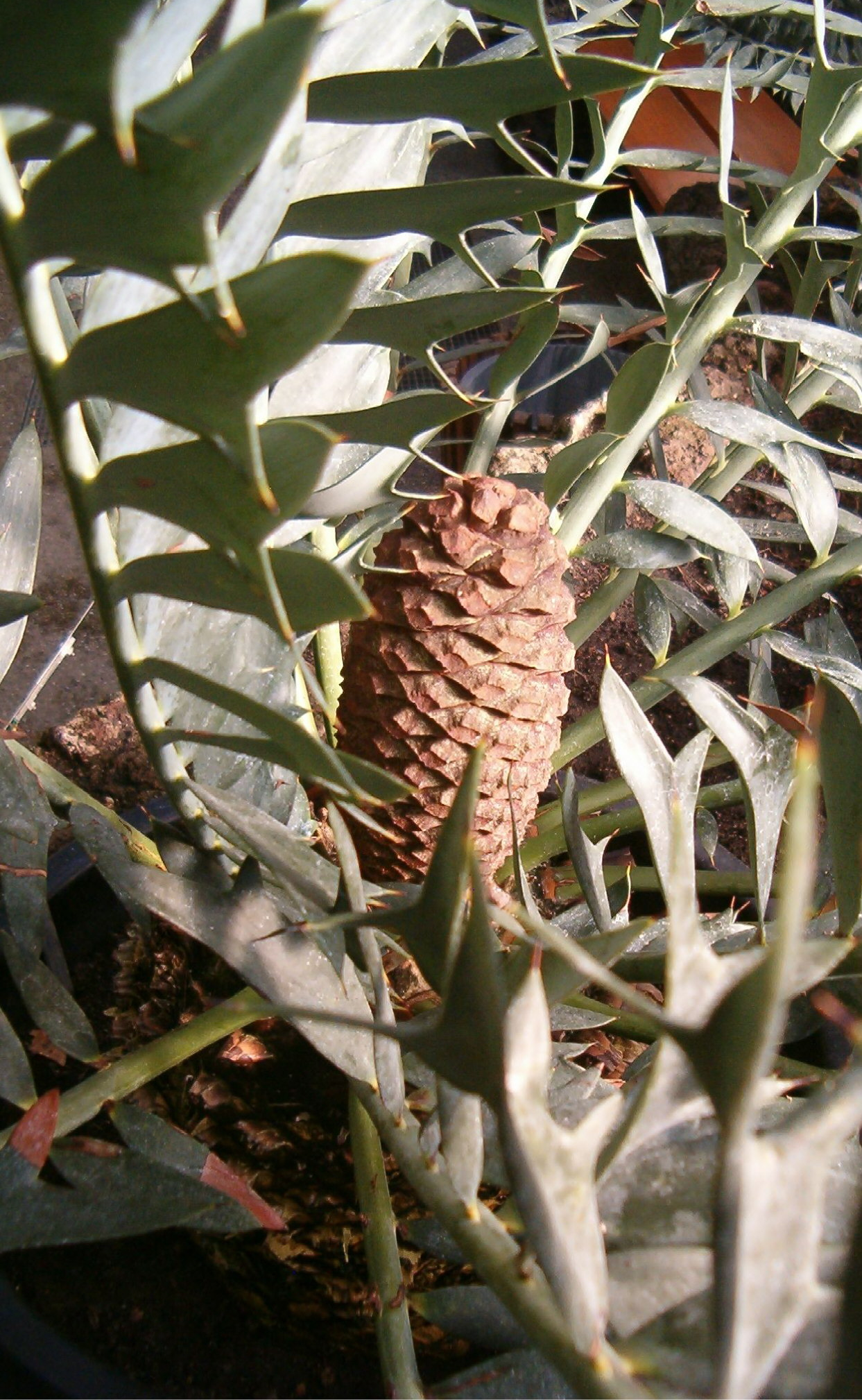
Cono
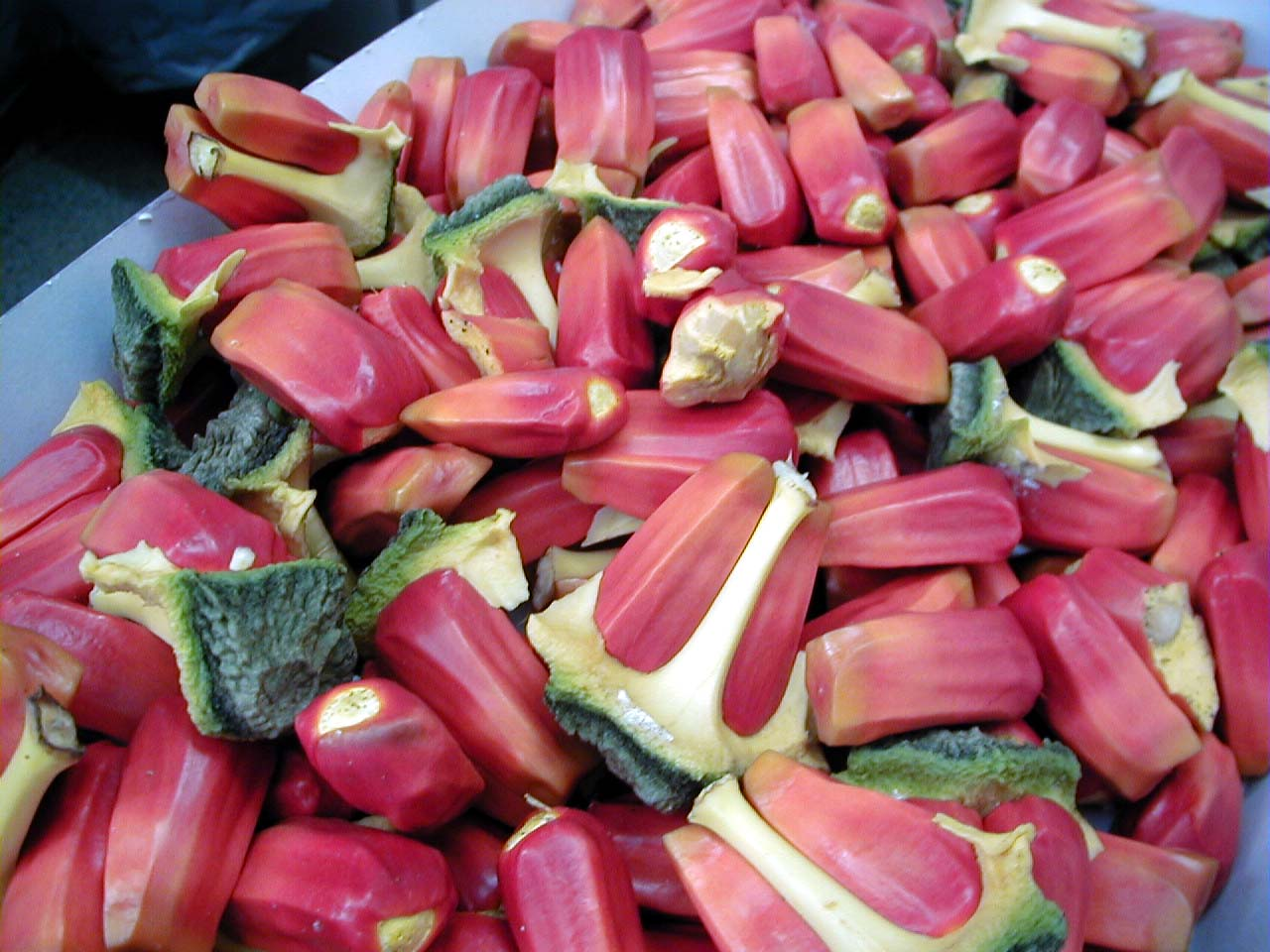
Semi

## Distribuzione e habitat
È diffuso in Sudafrica (provincia del Capo Orientale), ove cresce preferenzialmente in ambienti aridi.

## Conservazione
La IUCN Red List classifica E. horridus come specie in pericolo di estinzione (Endangered).

La specie è inserita nella Appendice I della Convention on International Trade of Endangered Species (CITES)